# Bataille de Montebello (1800)
Pour les articles homonymes, voir bataille de Montebello.
Deuxième Coalition - Campagne d'Italie
Batailles
Guerre de la Deuxième Coalition
- St George's Caye (navale) (09-1798)
- Nicopolis (10-1798)
- Corfou (11-1798)
- Copenhague (navale) (04-1801)
- Algésiras (navale) (06-1801)

Campagne de Hollande
- Callantsoog (08-1799)
- Vlieter (08-1799)
- Zyp (09-1799)
- Bergen (09-1799)
- Alkmaar (10-1799)
- Castricum (10-1799)

Campagne de Suisse
- Ostrach (03-1799)
- Feldkirch (03-1799)
- 1re Stockach (03-1799)
- Frauenfeld (05-1799) (en)
- Winterthour (05-1799)
- 1re Zurich (06-1799)
- Schwytz (08-1799)
- Amsteg (08-1799) (en)
- Saint-Gothard (09-1799)
- 2e Zurich (09-1799)
- Linth (09-1799) (en)
- Muten (10-1799) (ru)
- Engen (05-1800)
- 2e Stockach (05-1800)
- Moesskirch (05-1800)
- Biberach (05-1800)
- Erbach (05-1800)
- Höchstädt (06-1800)
- Ampfing (12-1800)
- Hohenlinden (12-1800)

Campagne d'Égypte
- Malte 1 (06-1798)
- Malte 2 (06-1798)
- Alexandrie (07-1798)
- Chebreiss (07-1798)
- Pyramides (07-1798)
- 1re Aboukir (08-1798)
- Salheyeh (08-1798)
- Malte 3 (09-1798)
- Sédiman (10-1798)
- Caire (10-1798)
- Samanouth (01-1799)
- El Arish (02-1799)
- Syène (02-1799)
- Jaffa (03-1799)
- Saint-Jean-d'Acre (03-1799)
- Mont-Thabor (04-1799)
- 2e Aboukir (07-1799)
- Damiette (11-1799)
- Héliopolis (03-1800)
- 3e Aboukir (03-1801)
- Mandora (03-1801)
- Canope (03-1801)
- Fort Jullien (04-1801)
- Le Caire (06-1801) (en)
- Alexandrie (08-1801)

2e Campagne d'Italie
- Vérone (03-1799)
- Magnano (04-1799)
- Cassano (04-1799)
- Mantoue (04-1799)
- Bassignana (05-1799)
- 1re Marengo (05-1799) (en)
- Modène (06-1799) (en)
- Trebbia (06-1799)
- 2e Marengo (06-1799) (en)
- Novi 1 (08-1799)
- Rome (09-1799)
- Mannheim (09-1799) (en)
- Novi 2 (10-1799) (en)
- Genola (11-1799)
- Gênes (04-1800)
- Sassello (04-1800) (en)
- Fort Bard (05-1800)
- Verceil (05-1800)
- Turbigo (05-1800)
- Montebello (06-1800)
- 3e Marengo (06-1800)
- Pozzolo (12-1800)

La bataille de Montebello a eu lieu le 20 prairial an VIII (9 juin 1800) près de Montebello en Lombardie. Elle opposa l'avant-garde de l'armée française, commandée par le lieutenant-général Lannes, aux troupes autrichiennes, dirigées par le feldmarschall adjoint Ott.

## Contexte
À la fin du mois de mai 1800, le général Melas, qui commande les troupes autrichiennes situées en Italie du Nord, ne s'est pas encore aperçu du danger que représente pour ses arrières l'armée de réserve, commandée par Bonaparte. Le premier Consul, avec quarante mille hommes et une centaine de canons, a pourtant réussi à franchir les Alpes, par le col du Grand-Saint-Bernard, et à déboucher dans la plaine du Pô. Le 16 mai, Bonaparte s'empare d'Aoste et il entre dans Milan le 2 juin. Voulant livrer une bataille décisive, le premier Consul passe sur la rive sud du Pô le 6 juin, à Belgioioso, et conquiert la passe stratégique de la Stradella. Le 9 juin le Consul fait lire une proclamation et décide d'aller de l'avant. Il dépêche l'avant-garde du lieutenant-général Lannes vers Voghera, pour atteindre Alexandrie et devancer le rassemblement des Autrichiens ; plusieurs accrochages ont lieu.

## La bataille

### Forces en présence
Armée française : Lannes
- Corps : Lannes (8 000 hommes)
  - Division Watrin
    - 6e demi-brigade légère,
    - 22e demi-brigade de ligne,
    - 40e demi-brigade de ligne.

  - Garde avancée : général Mainoni
    - 28e demi-brigade de ligne

  - unités rattachées :
    - 12e hussards,
    - 2 batteries, artillerie de la Garde Consulaire
- Corps : Victor (6 000 hommes)
  - Division Chambarlhac : général Rivaud
    - 24e demi-brigade légère,
    - 43e demi-brigade de ligne,
    - 96e demi-brigade de ligne

Armée autrichienne : Ott
- commandants de division : Vogelsang (en), Schellenberg (en), O'Reilly (en) (16 000 hommes)
  - Régiment d'infanterie Reisky (IR) no 13 (3 bataillons)
  - Stuart IR no 18 (3 bns)
  - Splenyi IR no 51 (3 bns)
  - Jellacic IR no 53 (3 bns)
  - Josef Colloredo IR no 57 (3 bns)
  - Ottocaner Grenz IR no 2 (1 bn)
  - Oguliner Grenz IR Nno 3 (2 bns)
  - Dragons Lobkowitz no 10
  - Hussards de Nauendorf no 8
  - Hussards de l'Archiduc Josef no 2

### Prémices
Face à Lannes, il n'y a apparemment que les troupes du général O'Reilly (en), qui ne comportent que 6 000 Autrichiens, pas assez pour l'empêcher de passer. Le reste de l'armée française est empêchée de passer le Pô à cause d'une crue subite ; Lannes reçoit alors de Bonaparte l'ordre de continuer sans s'arrêter en direction de Tortone et de Voghera. Le 9 juin, l'avant-garde s'élance pour appliquer l'ordre.
Mais le 4 juin, le général Masséna a capitulé à Gênes après une résistance acharnée. Le 8 juin, le feldmarschall autrichien Ott, arrivé de Gênes grâce à la capitulation de Masséna, rejoint O'Reilly à Casteggio portant ainsi le nombre d'Autrichiens à 16 000 environ. Lannes, à la tête de ses 5 à 7 000 soldats, se heurte donc à une force presque trois fois supérieure.

### Déclenchement
Les Autrichiens marchent sur Plaisance, dans l'intention de dégager la route de Vienne. À dix heures, le général Watrin, qui commandait l'avant-garde, se heurte aux Autrichiens à Santa Giuletta ; il les repousse jusqu'à Rivetta. Ott déploie une division sur les hauteurs situées au sud de Montebello. Cette dernière dispose de plusieurs bataillons. Les dragons de Lobkowitz sont rassemblés plus au nord et, en arrière, d'autres bataillons sont stationnées à Montebello. L'armée autrichienne, décidée à stopper la progression française, domine bien la vallée et dispose d'une puissante artillerie.
Les Français attaquent Casteggio : deux bataillons du 6e de ligne se portent sur la droite pour contourner les batteries ennemies ; le général Malher, avec le 40e de ligne et le 3e bataillon du 6e léger, part sur les hauteurs ; le 22e de ligne attaque directement le village. D'abord repoussées, les troupes françaises, le 28e de ligne et la réserve commandée par Lannes à la charge, entrent dans Casteggio. Les deux cents hommes du 12e hussards ayant pu traverser le Pô chargent régulièrement, mais Casteggio change régulièrement de main. Les Français parviennent néanmoins à se replier en ordre ; il est alors quinze heures.
À quatorze heures, la division Chambarlhac de l'aile gauche française, commandée par le général Rivaud, partie de La Stradella et progressant à marche forcée, débouche sur le champ de bataille. Cette intervention marque un tournant et décide de l'issue de la bataille. Le centre autrichien, soumis à une violente poussée, vole en éclats. Les troupes de Lannes passent en seconde ligne. Rivaud, à droite à la tête du 43e de ligne, s'empare des hauteurs, cerne et prend le château de Lordone ou Dordone. Herbin, à gauche, déborde également les Autrichiens avec le 24e léger. Le 96e de ligne, au centre, enlève définitivement Casteggio.
L'importante artillerie de Ott est aux prises avec celle de la garde des consuls. Cinq heures de combats sont nécessaires pour repousser les forces de Ott vers Montebello où ils livrent un combat acharné sans perdre de terrain. Bonaparte arrive sur le champ de bataille et lance Victor avec six bataillons sur le centre ; il prend le pont défendu par l'artillerie à mitraille aux baïonnettes. En même temps le général Geney, avec cinq bataillons et un régiment de hussards, bouscule la gauche de Ott. Rivaud avançant depuis le château de Dordone vers Montebello ferme le dispositif. Les troupes de Ott finissent par battre précipitamment en retraite jusqu'à Castelnuova, à dix kilomètres à l'ouest de Voghera.

### Conséquences
« C'était chaud, très chaud », déclare Lannes à la fin du combat, en mettant l'accent sur la dureté de la bataille qui a duré près de onze heures. Les troupes du général Ott ont, lors de cet engagement, montré une forte pugnacité. Supérieures en nombre, elles ont failli avoir raison des Français. Bonaparte, passant par Voghera et Tortone, après avoir dispersé ses moyens, débouche le 13 juin dans la plaine de Marengo en avant d'Alexandrie, là où Melas se prépare à frapper.
Le capitaine Coignet témoigne également de l'ampleur de la victoire :

« On faisait des prisonniers; on ne savait qu'en faire, personne ne voulait les conduire, et ils s'en allaient tout seuls. C'était une déroute complète. Ils ne faisaient plus feu sur nous ; ils se sauvaient comme des lapins, surtout la cavalerie, qui avait mis l'épouvante dans toute leur infanterie… Le Consul arriva pour voir la bataille gagnée et le général Lannes couvert de sang (il faisait peur), car il était partout au milieu du feu, et c'est lui qui fit la dernière charge. Si nous avions eu deux régiments de cavalerie, toute leur infanterie était prise. »

Les jeunes troupes françaises ont rivalisé avec les troupes autrichiennes plus aguerries. Les Autrichiens sont passés très près d'une victoire mais finirent par laisser trois mille hommes perdus, cinq mille prisonniers, six canons et plusieurs drapeaux aux mains des Français. Cette bataille fait partie de la construction de l'aura des troupes françaises, et donna son titre de duc de Montebello à Lannes (15 juin 1808).
Ott rallie le reste de ses troupes et rejoint Melas sous les murs d'Alexandrie.